# 스퀴즈 플레이
스퀴즈 플레이(squeeze play) 또는 스퀴즈 번트는 야구에서 주자가 3루에 있을 때 희생 번트를 대서 득점하는 플레이다. 대한민국에서는 흔히 '짜내기 작전' 이라고 한다.

## 방법
스퀴즈 플레이는 두 가지의 방법으로 나뉜다.

### 수이사이드 스퀴즈 플레이
수이사이드 스퀴즈(suicide squeeze)는 투수가 투구 동작을 시작하자마자 3루 주자는 무조건 홈으로 뛰고, 타자는 무조건 희생 번트를 대서 득점하는 스퀴즈 플레이다. 번트를 잘 대는 타자라면 득점 확률이 매우 높지만, 바운드 공이 들어 오거나 상대팀이 눈치를 채서 피치 아웃을 하면  번트를 대지 못할 수 있어 3루 주자가 런 다운에 걸리게 된다. 특히 타자의 번트 타구가 플라이가 돼서 잡히면 더블 아웃이 된다. 그래서 자살(suicide)이라는 용어가 쓰였다.

### 세이프티 스퀴즈 플레이
세이프티 스퀴즈(safety squeeze)는 타자의 번트 타구를 보고 3루 주자가 스스로 판단하여 홈으로 들어 올 것인지 말 것인지 결정하는 스퀴즈 플레이다. 3루 주자의 스타트가 늦으면 득점 확률이 떨어질 수 있지만 타자는 나쁜 공은 번트를 안 대도 되고 설사 번트 타구가 플라이가 돼도 3루 주자가 아웃되는 상황은 피할 수 있다. 그래서 안전(safety)이라는 용어가 쓰였다.

## 같이 보기
- 번트